# Тихоокеанский театр военных действий Первой мировой войны
Азиатско-тихоокеанский театр военных действий Первой мировой войны (также известный как Дальневосточный театр военных действий) — завоевание странами Антанты германских колониальных владений в территориальном Китае и Тихом океане. Кульминационным сражением стала японская осада Циндао при поддержке британцев, став наиболее кровопролитным сражением на данном театре.
Большинство захватов прошло относительно бескровно. К ноябрю 1914 года, Великобритания, её доминионы и Японская империя захватили большинство владений Германии, однако в Германской Новой Гвинеи офицер германских колониальных войск Герман Децнер продолжал сопротивление иностранной оккупации до конца войны. После потери своих владений, Центральные державы сфокусировались на поддержке восстаний, с целью отвлечения сил противников от европейского фронта.

## Перед войной

### Позиции Центральных держав
Германская империя получила свои азиатско-тихоокеанские колонии во второй половине XIX века: в 1886 году была образована Германская Новая Гвинея (к которой в 1888 году был присоединён остров Науру, а в 1899 году — в соответствии с германо-испанским договором — Каролинские острова, Марианские острова и Архипелаг Палау), а в 1900 году — Германское Самоа. Германские концессии в Тяньцзине и Ханькоу были созданы после поражения Китая в Первой японо-китайской войны в 1895 году. В 1897 году был арендован Циндао, ставший военно-морской базой для Германской Восточно-Азиатской крейсерской эскадры.
В свою очередь, Австро-Венгерские позиции в Азии и Океании были слабыми — имелась всего лишь одна концессия в Тяньцзине, которая была создана в условиях международной интервенции против боксерского восстания. Изначально её управление было возложено на временное правительство Тяньцзиня до августа 1902 года, когда Австро-Венгрия получила реальный контроль над своей концессией, существование которой было подтверждено договором в декабре. Австро-Венгерское влияние в целом была крайне слабым в Китае по сравнению с другими державами и с Германией в частности. Мнение австро-венгерских властей по этому вопросу колебалось между осуждением подавляющей германской конкуренции и надеждой на то, что немецкая торговля также поспособствует росту австро-венгерской торговли.

## Планы сторон и развёртывание войск

#### Немецкий план обороны Циндао
Оборона Циндао основывалась на основе опыта Боксерского восстания, поэтому в официальных документах план оборона назывался «Боксерская позиция» (Boxerstellung). Этот факт говорит о том, что Германия изначальна предполагала, что Китай будет главным врагом, с которым они столкнутся. Между 1908 и 1911 годами оборонительные позиции были существенно укреплены пятью фортификациями, прикрытыми от бомбардировок и серией батарей на холмах Мольтке, Бисмарк и Илтис, которые были расположены позади фортификаций. Кроме того, для обороны со стороны моря планировалось построить еще два укрепления и одну батарею с минным заграждением. Однако, подобные укрепления предназначались для отражения возможного восстания китайского народа или нападения европейских колониальных войск, они не были рассчитаны на длительные массированные боевые действия против десанта с современным вооружением.
Накануне Первой мировой войны в апреле 1914 года Мейер-Вальдек, губернатор Цзяо-Чжоу, составил подробный план обороны для будущей войны, в котором город Циндао и его окрестности рассматривались строго с военной точки зрения.  В северо-восточном направлении от городской зоны Циндао находилась равнина Хайбо. Предполагалось, что в плане обороны эта равнина должна была стать основным полем боя, поскольку с неё были видны множество глубоких долин, которые могли обеспечить прикрытие для противников. Однако множество китайских деревень на правом фронте укреплений, а также лес на левом фронте мешали обзору обороны, поэтому во время войны предполагалось от них избавиться.
Все объекты и материалы городской жизни в Циндао были перечислены для использования в качестве военного имущества. Например, в каждом районе Цзяо-Чжоу было подсчитано количество лошадей, мулов и повозок, определены владельцы автомобилей, мотоциклов, автомобилей класса люкс и велосипедов. Автомобили, принадлежащие китайской компании, также были включены в список.
Мейер-Вальдек четко осознавал необходимость сотрудничества китайского народа в военное время. Хотя он упомянул о депортации ряда китайцев, проживавших в районе города, чтобы обеспечить достаточное количество провизии для немецкого гарнизона и граждан, ему была нужна помощь торговцев для транспортировки необходимых припасов в случае их нехватки. Неквалифицированных китайских рабочих предполагалось использовать для улучшения укреплений, тогда как квалифицированные рабочие уже играли важную роль в плане обороны губернатора. На государственной верфи «Tsingtauer Werft» работало около 1200 квалифицированных китайских рабочих. Они набирались из фермерских деревень провинции Шаньдун и обучались как дешевые квалифицированные рабочие с определенным уровнем знаний, необходимых для работы на немецких фабриках в Циндао. Правительство сообщило, что этот проект обучения был успешным. Ожидалось, что с помощью китайского персонала верфь будет осуществлять все виды ремонта судов и машин.
По оценкам правительства, в июле 1913 года в районе города Циндао проживало 60 484 человека, из них 55 672 китайца и только 2 069 европейцев. Немецкие власти в Циндао рассчитывали набрать охранников из европейской группы, в то время как китайцы будут использоваться в качестве рабочей силы. В списке в приложении к плану обороны насчитывалось 9 139 китайских рабочих: 630 механиков и кузнецов, 846 столяров, 705 штукатуров, 187 неквалифицированных рабочих, 216 кучеров, 1 208 рабочих на рикше, 2 028 телег-конвейеров, 108 рабочих на сампане, 375 обычных портовых рабочих, 2 759 шахтеров и других рабочих, 77 пароходов. Кроме того, в плане учитывалось 780 временно занятых китайских рабочих в Тайдунчжэне. Тайдунчжэнь был районом, расположенным в северо-восточном пригородном районе Циндао, который был назначен жилым районом для китайских рабочих.
Таким образом, концессия Цзяо-Чжоу сильно зависела от китайской рабочей силы, поэтому губернатор опасался массового бегства китайцев из Циндао, особенно в случае войны против Китая. Это соображение показывает, что немецкие колониальные власти понимали нестабильность своего правления.

## Кампания 1914 года

### Оккупация Германской Новой Гвинеи
Здесь имелась лишь колониальная полиция численностью около 600 человек. В Рабауле имелась крупная радиостанция. С началом Первой мировой войны Земля Кайзера Вильгельма и архипелаг Бисмарка были оккупированы британскими войсками, 15 сентября 1914 года высадившимися в Рабауле.

### Оккупация Германского Самоа
В начале 1914 года в Апиа была введена в строй радиостанция, однако германских войск на Самоа к началу войны не было. 29 августа 1914 года австралийская эскадра контр-адмирала Пати в составе четырех крейсеров высадила в Апиа десант из 1400 солдат, захвативший остров Уполу и радиостанцию. 9 сентября возле острова появилась германская Дальневосточная эскадра, но адмирал фон Шпее не предпринял попытки отбить Апиа обратно.

### Осада Циндао
Германское правительство в Циндао было проинформировано о начале войны с Россией телеграммой 2 августа, что стало первым днём мобилизации. Германская Восточно-Азиатская эскадра не была на своей базе Циндао, когда начался конфликт, поэтому защитники были оснащены только канонерской лодкой, торпедным катером и устаревшим крейсером. Японский флот, со своей стороны, направил значительный флот из шестидесяти восьми судов, который включал шесть крейсеров, тридцать один эсминец и торпедные катера, а также — впервые — гидросамолет. Численное превосходство японских сухопутных войск было еще более подавляющим: около пяти тысяч немецких солдат столкнулись с японскими сухопутными войсками численностью почти 50 000 человек вместе с британским контингентом численностью около 1 500 солдат.
Японцы начали морскую блокаду 27 августа и шесть дней спустя высадили свои экспедиционные силы на китайской территории. Появление японских самолетов 4 сентября положило начало почти ежедневным воздушным налетам на немецкие позиции и суда. В свою очередь, немцы ответили отправкой своего военно-морского летчика Гюнтера Плюшова, который участвовал в многочисленных воздушных боях, используя свой пистолет Люгера. Плюшов также сбрасывал самодельные бомбы, которые, по его собственным словам, были сделаны из кофейных банок, наполненных динамитом и металлоломом.
К концу месяца японцы установили линию осады, которая полностью отрезала полуостров от его внутренних районов. Японские военные корабли и тяжелая артиллерия наземного базирования начали обстрел города. Японцы начали свою последнюю атаку 29 октября. Поскольку японские обстрелы уничтожили большую часть немецкой артиллерии, а запасы закончились, немецкие войска капитулировали 7 ноября.

### Захват Германской Микронезии
В августе и сентябре 1914 года японский флот оперативно создал два отряда для операций в южной части Тихого океана. В середине сентября Первая и Вторая эскадры Южных морей покинули свои гавани в Иокогаме и Сасебо. Эти две оперативные группы взяли курс на юго-восток и отправились в плавание к Маршалловым и Марианским островам. Оба командующих эскадрой, вице-адмирал Ямая Танин и контр-адмирал Мацумура Тацуо, получили строгие инструкции от министра флота Яширо Рокуро не занимать какую-либо часть немецких территорий. Ямая прибыл со своими тремя крейсерами и двумя эсминцами к атоллу Джалуит 29 сентября. Он проигнорировал директиву военно-морского министерства и захватил остров, не встретив никакого сопротивления со стороны Германии. Когда военно-морского министерство приказало немедленно отступить, Ямайя подчинился и отступил на 400 километров к атоллу Эниветок. Однако, похоже, что самовольная акция Ямая склонила чашу весов в пользу экспансионистской фракции флота. 3 октября генеральный штаб флота убедил военно-морского министра Ясиро отдать официальный приказ о «временной оккупации». В тот же день Ямая снова занял Джалуит, а к 12 октября его эскадра захватила восточные Каролинские острова: Кусаие, Понпеи и Трук. В тот же период времени линкор Сацума Второй эскадры Южных морей вместе с двумя крейсерами взял под контроль западные Каролинские острова Яп и Палаус. 14 октября, с захватом Сайпана в архипелаге Марианских островов, завершился процесс оккупации.

## События 1915 года

### Сингапурское восстание
Сипаи восстали в Британском Сингапуре, что привело к гибели 47 британских солдат и местных жителей, прежде чем оно было подавлено силами британских отрядов и десанта моряков с кораблей союзных Британии держав: русского вспомогательного крейсера «Орел», французского крейсера «Монкальм» и японских крейсеров «Отова» и «Цусима».

### Келантанское восстание
29 апреля 1915 года в Британской Малайи при поддержке Османской империи произошло восстание, приведшее к смерти нескольким сотен человек. Восстание удалось полностью подавить к 24 мая 1915 года.

## События 1916 года

### Среднеазиатское восстание
4 июля 1916 года началось вооружённое выступление мусульманского населения в Российской империи, Ходженте Самаркандской области, после чего вскоре оно охватило Самаркандскую, Сырдарьинскую, Ферганскую, Закаспийскую, Акмолинскую, Семипалатинскую, Семиреченскую, Тургайскую, Уральскую области с более чем 10-миллионным многонациональным населением, при поддержке германо-турецких разведки. Было подавлено в февраля 1917 года.

## События 1917 года

### Присоединения концессий Ханькоу и Тяньцзинь
После начала войны австро-венгерская концессия в Тяньцзине пострадала первой от торговой войны. Австро-Венгерское влияние в Азии было слабым из-за чего она не могла поддерживать своего союзника. На данной концессии проводился массовый шпионаж, и она была вынуждена играть пассивную роль в тайной войне между Антантой и Центральными державами в Китае: пыталась сорвать возможные заговоры Антанты против её концессии, принимала беглецов из русских лагерей для военнопленных в Сибири, а также прежде всего пресекала многочисленные попытки русских шпионить за властями и военными.
В свою очередь, германские концессии в Ханькоу и Тяньзине участвовали в наблюдении за китайскими войсками, дислоцированными вокруг Тяньцзиня, принимали участие в незаконном обороте оружия, пропагандирование джихад перед китайскими мусульманами, организовывали нападения на Транссибирскую магистраль на китайско-российской границе.
После вступления Китая в войну на стороне Антанты он ликвидировал германскую концессию в Тяньцзине, в Ханькоу, а также австро-венгерскую концессию в Тяньцзине. После чего он фокусируется на помощи союзным державам на основе политики «рабочие вместо солдат».

### Вступление в войну Сиама
22 июля 1917 года Сиам объявил войну Германии и Австро-Венгрии. Двенадцать немецких судов, пришвартованных в сиамских портах, были немедленно захвачены. Экипажи и другие граждане Центральной державы были задержаны и отправлены в Индию, чтобы присоединиться к своим согражданам в существующих гражданских лагерях для интернированных в Британской Индии. Будучи единственной страной Юго-Восточной Азии, которая сохраняла независимость на протяжении всего колониального периода, Сиам был единственным государством в регионе, которое вступило в конфликт полностью по собственной воле, как равный европейским державам, а не как часть их колоний.

### Затопление SMSCormoran
Соединенные Штаты были вовлечены, по крайней мере, в одну враждебную встречу с немцами в Тихом океане во время Первой мировой войны. SMS Cormoran, торговый рейдер ВМС Германии, часть Восточноазиатской эскадры, спасаясь от преследования японскими военными кораблями, смог избежать захвата или уничтожения. 14 декабря он прибыл в американскую гавань в Апра, Гуам, чтобы принять уголь. По ряду причин губернатор Гуама США позволил капитану корабля взять лишь небольшое количество угля и приказал рейдеру либо уйти через 24 часа, либо отправиться под стражу. SMS Cormoran остался на Гуаме вместе со своим капитаном и экипажем. С вступлением США в войну 7 апреля 1917 года капитан судна приказал затопить свой корабль, после чего американцы произвели свои первые выстрелы во время войны по немцам, пытаясь не допустить потопление корабля. Несмотря на это, немцы смогли потопить корабль. Девять членов экипажа погибли при затоплении и похоронены на берегу на Гуаме. Место крушения было внесено в Национальный реестр исторических мест в 1975 году.

## Сопротивление в Германской Новой Гвинеи
После капитуляции войск только руководитель немецкой пограничной экспедиции, капитан Децнер, продолжал сопротивляться австралийцам, которые так и не нашли его во внутренних районах Моробе до перемирия в ноябре 1918 года. У него были такие хорошие отношения с местными племенами, что его убежище, которое было известно коренным жителям, не было раскрыто до конца войны. Но без помощи миссионерского общества Нойендеттельсау, которая построила ему дом в лесу и снабжала его едой, книгами и английскими газетами, Децнер не смог бы выжить.
Когда Децнер узнал об объявлении войны, он изначально планировал атаковать Непу, но через два дня отказался от своего намерения, решив вместо этого присоединиться к немецким войскам. Децнер дошёл до близлежащих деревень в долине Боррум, где он оставался на протяжении всей долгой войны. Он периодически переезжал в другие места, распевая патриотические песни и поднимая имперский флаг, но всегда возвращался на свою базу в Саттельберге.
11 ноября 1918 года небольшое судно Neuguinea Compagnie прибыло в Финшхафен с важной новостью об окончании Первой мировой войны. 21 ноября Детцнер написал окружному офицеру Нельсону, предлагая сдаться. 9 декабря появилось небольшое парусное судно, на борту которого находились заместитель окружного полицейского из Моробе капитан М.Дж. Диллейн и отряд местной полиции. Герман Детцнер прибыл в Финшхафен в парадной форме с мечом и официально сдался. К нему относились с уважением, даже его враги могли оценить масштабы его достижений, которые несли в  сравнение с военными подвигами великого немецкого полководца фон Леттов-Форбека в немецкой Восточной Африке. Детцнера отвезли в Моробе и держали там до 22 декабря 1918 года, когда он был посажен на пароход «Суматра», прибывший в Рабаул 5 января 1919 года. Он был гостеприимно принят тогдашним  британским администратором Дж. Джонстон, который разрешил ему сохранить и носить свою имперскую форму.

## Итоги
Судьба германских тихоокеанских островов была в значительной степени запоздалой мыслью, которая вызвала мало интереса у государственных деятелей, собравшихся на Парижской мирной конференции. Хотя немцы питали некоторую надежду на восстановление своих тихоокеанских колоний, энергичное лоббирование со стороны Австралии, Новой Зеландии и Японии привело к сохранению статус-кво военного времени в виде мандатов Лиги Наций. Австралия получила бывшую Германскую Новую Гвинею, архипелаг Бисмарка, Науру и северную половину Соломоновых островов. Германское Самоа стало новозеландским мандатом, а Япония получила мандат на бывшие немецких колоний к северу от экватора, а именно Марианских, Каролинских и Маршалловых островов. Тихоокеанские острова оставались в руках этих стран до Второй мировой войны.

## См. Также
- Германские колонии и протектораты в Первой мировой войне